# Frauenbildungs- und Tagungshaus Zülpich
Das Frauenbildungs- und Tagungshaus Zülpich e. V. ist eine am 1. Juli 1979 eröffnete Einrichtung der Erwachsenen- und Weiterbildung in Zülpich-Lövenich, die sich ausschließlich der weiblichen Bildung widmet.

## Geschichte
Das Frauenbildungshaus Zülpich wurde von rund 20 Studentinnen der Fachhochschule Köln ins Leben gerufen, die ein ausschließlich von Frauen betriebenes und für Frauen gedachtes Bildungs- und Kommunikationszentrum gründen wollten. Nach dem Vorbild des Mailänder Frauenbuchladens sollte dieser Ort auf dem Höhepunkt der Frauenbewegung bildungs- und sozialpolitischen, gesundheitspolitischen, wissenschaftlichen und kulturellen Frauenprojekten eine Heimstatt bieten und damit zu einer feministischen Gegenkultur beitragen. Es war die erste Einrichtung dieser Art in Deutschland. Ähnliche Versuche, im oberfränkischen Graiganz oder in Stemmen bei Bremen Frauenferien- und -bildungshäuser zu betreiben, waren am Geldmangel und an der Skepsis der Bevölkerung gescheitert.
Ein ehemaliger Eifelbauernhof an der Prälat-Franken-Straße 22 in Zülpich-Lövenich wurde ausfindig gemacht und in mehreren Bauphasen nach ökologischen Kriterien ausgebaut. Am 1. Juli 1979 wurde das Tagungshaus eröffnet, das seitdem von rund 50.000 Besucherinnen genutzt wurde.
Das Projekt wurde anfangs kollektiv von einem „Team“ durchgeführt. Mit der Zeit bildeten sich spezialisierte Arbeitsbereiche heraus. Auch das Einstellen professioneller Fachkräfte erwies sich als notwendig. Aus dem Kollektiv wurde ein „Leitungsteam“, dessen Mitglieder reihum einmal im Monat „Hausdienst“ übernehmen: Kurse begleiten, Gäste und Referentinnen betreuen und allgemeine Verwaltungsabläufe erledigen.
Der Beitritt zum Deutschen Paritätischen Wohlfahrtsverband im Jahr 1983, um nach dem NRW-Weiterbildungsgesetz bezahlte Pädagoginnen-Stellen und Zuschüsse für Seminare zu bekommen, war in der feministischen Szene umstritten. Träger des Frauenbildungshauses sind heute neben dem Bildungswerk des Wohlfahrtsverbandes drei eingetragene Vereine (das Haus selbst, der Verein für politische Frauenbildung e. V. und Donna Futura – Frauenbildungswerk des Vereins Feministische Frauenbildung e. V.).

## Bildungsangebot
Inhaltlich konzentriert sich das Bildungsangebot Frauenbildungshaus vor allem auf die Bereiche Beruf und Management (Schlüsselqualifikationen, Fach- und Führungskompetenzen), Gesundheit und Therapieverfahren (gesundheitsfördernde und unterstützende Methoden, berufliche Weiterbildung in heilenden, pflegenden, therapeutischen Berufen), Kreativität und Umwelt (Kenntnisse und Fertigkeiten über die gesamte Bandbreite der Kunst- und Naturbildung), Lebensgestaltung und Spiritualität (persönliche Weiterentwicklung, spirituelle Theorie und Praxis).
Das Haus versteht sich seit jeher auch als Ferienheim für weibliche Reisegruppen oder Einzelreisende. Von Anfang an bemühte man sich um eine sozialverträgliche Gebührenpolitik: Teilnehmerinnen müssen sich per Selbstauskunft einschätzen und zahlen Tagungsbeiträge, die ihrem Einkommen und ihrer Lebenslage entsprechen. Für mittellose Frauen besteht auch die Möglichkeit, sich für die Dauer ihres Ferienaufenthalts als Helferin in Haus und Hof zu verpflichten (fünf Stunden Arbeit gegen Kost und Logis).

## Situation in der Gegenwart
Heute bietet das Gelände zwei Seminargebäude (Scheune und Vorderhaus), einen großen Innenhof, einen ökologisch bewirtschafteten Garten, Sauna und Meditationsraum. Die Unterkünfte (acht Einzel-, sieben Doppel- und drei Dreibettzimmer) bieten Platz für etwas über dreißig Gäste und sind nach bedeutenden Künstlerinnen wie Jeanne Mammen, Simone de Beauvoir, Niki de Saint Phalle, Audre Laurde oder auch Pippi Langstrumpf benannt.
Bis 1996 war Mitgründerin Sylvia Kolk im Leitungsteam; bis 2009 Ann Marie Krewer und mit ihr zwölf weitere Mitarbeiterinnen, zu denen zwei Köchinnen für die vegetarische Küche und eine Hauswirtschaftsmeisterin zählen. Von den beteiligten Vereinen und dem Bildungswerk werden jährlich etwa 150 Veranstaltungen durchgeführt. Zugleich ist das Haus offen für selbstorganisierte Seminare und Klausurtagungen von Frauenvereinen, Lesbengruppen, Netzwerken und ähnlichen Initiativen. Das Frauenbildungshaus ist Mitglied der LAAW NRW.
Am 21. Juni 2014 wurde das fünfunddreißigjährige Bestehen mit einem großen Frauen- und Mädchenfest gefeiert.
Nach einer Vorbereitungskonferenz im März 2019 übernahm ein „queer_feministisches Kollektiv“ unter dem Namen „lila_bunt – Feministische Bildung, Praxis und Utopie“ das Frauenbildungshaus. Das Projekt ist seitdem Mitglied des Mietshäuser Syndikat. Der eingetragene Verein führt es laut Selbstdarstellung als „Raum […] für politische Bildung, gemeinsames Lernen und queer_feministische Mobilisierung, für Entspannung und Entschleunigung vom patriarchalen Alltag“ weiter und bietet Seminare und Bildungsurlaube an, dient aber auch als solidarischer Ort für Gruppentreffen. Leitlinien für die Arbeit von lila_bunt bestehen darin, die Vielfalt geschlechtlicher Selbstverständnisse in der Bildungsarbeit sichtbar zu machen. Zielgruppen des Projekts sind insbesondere Menschen, die aufgrund geschlechtlicher Identität und patriarchaler Strukturen Diskriminierung und Benachteiligung erleben. 